# Posrednička sigurnosna stijena
Posrednička sigurnosna stijena (eng. proxy firewall) je sigurnosna stijena preko posrednika. Osnovna mu je namjena izvoditi operacije zaštite na najvišem sloju OSI referentnog modela  (engl. open systems interconnection reference model)(aplikacijskom sloju). Posrednik je nadomjesni sustav koji se rabi pri uspostavi spojno orijentiranih veza. Može ga se postaviti između udaljenog korisnika (koji može biti na javnoj mreži kao što je Interneta) i nekog poslužitelja na Internetu. Udaljeni korisnik vidi samo posrednik, pa tako ne poznaje identitet poslužitelja s kojim doista komunicira. Vrijedi i obrat: poslužitelj također vidi samo posrednika i ne zna tko je korisnik. Zbog toga je posrednička sigurnosna stijena dobar zaštitni mehanizam i dobar sustav za filtrirati pakete između javne mreže i zaštićene privatne mreže. Posrednička sigurnosna stijena vrlo je korisna za zaštitu osjetljivih aplikacija jer potpuno zaštićuje aplikacije i zato što se aktivnosti događaju upravo na aplikacijskom sloju. Radi ojačanja sigurnosnu primjene pristupanja posredniku može se koristiti razni autorizacijski mehanizmi, kao što su zaporke, biometrija i slično. Većinom se posredničke sigurnosne stijene postavlja kao dopunu rada glavne sigurnosne stijene. 
Posrednička sigurnosna stijena nije brza i to joj je glavni nedostatak. Razlog usporenosti je taj što se aktivnosti zbivaju na aplikacijskom sloju te obrađuje velika količina. Zato posredničku sigurnosnu stijenu ograničava brzina i troškovi. Unatoč tom nedostatku, pruža bolju sigurnost sustavu i od sigurnosnih stijena za filtriranje paketa i od sigurnosnih stijena koje pamte stanja paketa.